# USable
Der von der Körber-Stiftung initiierte transatlantische Ideenwettbewerb USable war mit 150.000 Euro dotiert und wurde für Vorschläge zur Umsetzung amerikanischer Ideen in Deutschland alle zwei Jahre vergeben. Alle Menschen, die Deutschland und die US aus eigener Erfahrung kennen, konnten sich an der Ausschreibung beteiligen. Die Nationalität der Teilnehmer spielte keine Rolle.

## Die einzelnen Ausschreibungen

### 1. USable-Ausschreibung 1998/1999
Diese Ausschreibung umfasste 6 Themenbereiche:
1. Engagement für die Bürgergesellschaft
2. Aufbruch in die Berliner Republik
3. Lernen für morgen: Hochschule
4. Lernen für morgen: Schule
5. Besser Leben
6. Neue Wege in der Verkehrssicherheit

### 2. USable-Ausschreibung 2000
Diese Ausschreibung bestand aus 7 Themenbereichen:
1. Förderung bürgerschaftlichen Engagements
2. Neue Initiativen im Bildungswesen
3. Emanzipation von Patienten
4. Integration von Behinderten
5. Ideen für die Service-Gesellschaft
6. Stärkung der Elternrolle in der Gesellschaft
7. Impulse für das Rechtswesen

### 3. USable-Ausschreibung 2001/2002 (Thema: „Bürgerengagement in der Neuen Welt“)
Diese Ausschreibung bestand aus 5 Themenbereichen:
1. Projektpreise
2. Ideenpreise
3. Texthauptpreise
4. Textpreise
5. Jugendtextpreise

### 4. USable-Ausschreibung 2003/2004 (Thema: „Zusammen leben: Integration und Vielfalt“)
Diese Ausschreibung bestand aus 5 Themenbereichen:
1. Projektpreise
2. Ideenpreise
3. Texthauptpreise
4. Textpreise
5. Jugendtextpreise

### 5. USable-Ausschreibung 2005/2006 (Thema: „Transitions in Life. Hilfe bei Übergängen“)
Die Themen Hilfe für junge Eltern, Kinder und Senioren umfassten 3 Übergangsthemen und es gab 3 Projektpreise.

### 6. USable-Ausschreibung 2007/2008
Auch 2008 gab es eine Ausschreibung. Die Preisträger kamen Ende 2009 im KörberForum in Hamburg zusammen.

### 7. USable-Ausschreibung 2009/2010
Die siebte Ausschreibung (2009/2010) war dem Thema „Engagement der Generation 50+“ gewidmet. Drei Projekte erhielten Geldpreise in Höhe von je 20.000 Euro.